# Muslimgauze
Muslimgauze, pseudonimo di Bryn Jones (Manchester, 17 giugno 1961 – Manchester, 14 gennaio 1999), è stato un musicista britannico, noto per le sue pubblicazioni ispirate alle cause politiche avvenute nel contesto del conflitto arabo-israeliano.

## Biografia
Nato a Manchester nel 1961 da una famiglia del ceto medio, Bryn Jones pubblicò il primissimo materiale come E.g Oblique Graph nel 1982, tra cui la cassetta Piano Room. Nello stesso anno decise di cambiare pseudonimo in Muslimgauze ("garza musulmana" in lingua inglese) per protestare contro l'invasione israeliana del Libano. Nel 1990 venne scritturato dalla Extreme Records. Negli anni seguenti pubblicò musica per conto della Soleilmoon e della Staalplaat. Nel 1998 pubblicò Mullah Said, il suo album più noto. Deceduto prematuramente nel 1999, all'età di trentasette anni, per una rara forma di micosi, Jones presenta una discografia che conta oltre centoquaranta album, molti dei quali postumi, tutti pubblicati in tiratura limitata. Nel corso della sua vita, Jones non andò mai in Medio Oriente e organizzò un numero ridotto di concerti, di cui uno in Giappone.

## Stile musicale
La musica di Jones è fortemente ritmica, ipnotica, e sfrutta sovente effetti sonori quali la sovraincisione e l'adozione di "suoni trovati" che rievocano la cultura islamica. Le sue influenze spaziano dalla musica etnica del Medio Oriente, dell'India e del Giappone a quella industriale, passando per quella d'ambiente. Gli artisti che Muslimgauze cita tra le sue fonti d'ispirazione vi sono Brian Eno, Throbbing Gristle, Wire, Can e Faust.
Le idee politiche del musicista, che lo hanno sempre visto sostenitore del movimento di liberazione palestinese dell'omonima causa, non sono espresse direttamente nelle sue composizioni, ma nelle immagini di copertina e nei titoli dei suoi album e brani, che sarebbero ispirati a fatti realmente accaduti in Medio Oriente.

## Discografia parziale

### Album in studio
- 1982 – Piano Room (come E.g Oblique Graph)
- 1983 – Kabul
- 1983 – Inhalt
- 1984 – Hunting Out with an Aerial Eye
- 1985 – Blinded Horses
- 1986 – Hajj
- 1987 – Jazirat-Ul-Arab
- 1987 – Coup d'Etat
- 1988 – The Rape of Palestine
- 1988 – Iran
- 1989 – Uzi
- 1990 – Intifaxa
- 1991 – United States of Islam
- 1993 – Vote Hezbollah
- 1993 – Hamas Arc
- 1993 – Veiled Sisters
- 1994 – Emak Bakia
- 1994 – Blue Mosque
- 1994 – Citadel
- 1994 – Infidel
- 1995 – Maroon
- 1995 – Salaam Alekum, Bastard
- 1995 – Gun Aramaic
- 1996 – Return of Black September
- 1996 – Occupied Territories
- 1996 – Deceiver
- 1996 – Azzazin
- 1997 – Gulf Between US
- 1998 – Vampire of Tehran
- 1998 – Mullah Said
- 1999 – Azad
- 1999 – Lo-Fi India Abuse
- 1999 – Bass Communion v Muslimgauze (con Bass Communion)

### Raccolte
- 2006 – Bcvsmgcd (con Bass Communion)

### EP
- 1982 – Extended Play (come E.g Oblique Graph)
- 1983 – Hammer & Sickle
- 1984 – Hunting Out With an Aerial Eye
- 1991 – Bhutto
- 1999 – Bass Commumnion v Muslimgauze EP (con Bass Communion)